# Осиновый Рог
Оси́новый Рог — деревня в Великолукском районе Псковской области России. Входит в состав сельского поселения «Пореченская волость».
Расположена на юго-востоке волости, на юго-западном побережье Однаро-Янтарного озера, в 54 км к югу от райцентра Великие Луки и в 18 км к юго-востоку от волостного центра Поречье.

## Население
Численность населения деревни по состоянию на 2000 год составляла 1 житель, на 2010 год — постоянные жители отсутствовали.

## История
До 2005 года деревня входила в состав ныне упразднённой Урицкой волости.